# Добердо дел Лаго
Добердо̀ дел Ла̀го (на италиански: Doberdò; на фриулски: Dobardò, Добардо, на словенски: Doberdob, Добердоб) е село и община в Северна Италия, провинция Гориция, автономен регион Фриули-Венеция Джулия. Разположено е на 92 m надморска височина. Населението на общината е 1462 души (към 2011 г.).
Официални общински език са и италианският и словенският.